# گلایخروایزن
گلایخروایزن (به آلمانی: Gleicherwiesen) یک منطقهٔ مسکونی در آلمان است که در روهیلد واقع شده‌است. گلایخروایزن ۳۵۰ نفر جمعیت دارد.